# Miloš Crnjanski
Miloš Crnjanski (en serbio Милош Црњански n. en Csongrád, actual Hungría, el 26 de octubre de 1893 - f. en Belgrado el 30 de noviembre de 1977) fue un poeta expresionista del modernismo serbio, así como autor y diplomático. 

## Vida
En 1896 su familia se instaló en Timişoara, actual Rumania, donde mantuvo una fuerte relación con la cultura serbia.
A comienzos de la Primera Guerra Mundial, fue perseguido como parte de la respuesta de Austria al asesinato en Sarajevo del heredero de la Corona del Imperio austrohúngaro, el príncipe Francisco Fernando, por parte del nacionalista yugoslavo Gavrilo Princip. Crnjanski fue enviado a luchar contra los rusos. Pasó una parte del conflicto en un hospital de guerra, pero también en el frente italiano. Los estragos de la guerra dejaron una clara marca en su obra, mediante la cual abordó la falacia de ciertos mitos, tratando entre otros temas el de la Batalla de Kosovo. 
Tras el conflicto estudió historia y filosofía en Viena y se graduó de la Universidad de Belgrado.
En 1928 fue agregado de la embajada del Reino de Yugoslavia en Berlín, Lisboa y Roma. De hecho, cuando comenzó la Segunda Guerra se encontraba en la capital italiana. 
Tras la guerra trabajó como profesor y periodista. Vivió en Londres, regresando a Belgrado en 1965. Allí murió el 30 de noviembre de 1977.

## Obra
Dentro de su obra poética destacan Poemas de Ítaca de 1918, y Lamento por Belgrado de 1965 (traducido al español por Teresa Amy). Escribió asimismo el volumen de cuentos Historias de hombres de 1924 y las novelas Diario de Carnojevic (Dnevnik o Čarnojeviću) de 1921, Migraciones (Seobe) de 1929, Segundo libro de Migraciones (Seobe, knjiga druga) de 1962, y Una novela sobre Londres  (Roman o Londonu) de 1972. Escribió los dramas Masks de 1918, Doss-house de 1958 y Nikola Tesla.
Fundó el periódico Putevi, y en 1922 con Marko Ristić la revista política Ideje en 1934.